# Propfan

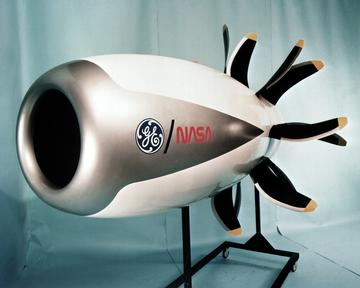
Propfan desenvolvido pela GE e NASA

O propfan, também conhecido em inglês como unducted fan (UDF), é um tipo de motor aeronáutico que funde as melhores características do motor turbofan e do motor turboélice, este, também conhecido como turboprop. As características fundidas foram a velocidade do turbofan, e a economia de combustível do motor turboélice. 
Para ter melhor eficiência propulsiva e melhor comportamento em altas velocidades, as hélices foram adaptadas com redução de peso em cerca de 50% e diminuição do diâmetro se comparado à uma hélice convencional, como a encontrada no motor turboélice. 
A redução do diâmetro das pás da hélice, tem como benefício o aumento do acorde eficaz da lâmina e atraso na formação de ondas de choque, mas oferece uma eficiência limitada, já que na ponta da lâmina o Mach pode chegar a 1 (atinge velocidade supersónica). Se a velocidade da ponta exceder a do som, as lâminas perdem a eficiência propulsiva, limitando a velocidade da aeronave. Além disso, a velocidade supersônica na ponta das pás, aumenta muito a energia acústica que se propaga, causando muito barulho na cabine da aeronave e em solo. Outra observação são os problemas estruturais mais recorrentes quando as pás são mais finas. 
Cada fabricante visava melhorar suas hélices de uma forma, mas no geral os estudos tinham o objetivo de encontrar a melhor varredura de ângulo, melhor seção aerodinâmica e número de lâminas ideal. 

## Histórico
A criação do Propfan surgiu a partir de uma necessidade da humanidade. No início da década de 70, descobriu-se que o petróleo era uma recurso natural não renovável, com tal descoberta, os países membros da OPEP se uniram para receber os maiores lucros possíveis, o que gerou um aumento exorbitante do preço do petróleo, o preço chegou a subir 400% em 5 meses. O aumento no preço do produto refletiu nos Estados Unidos e Europa, desestabilizando a economia do mundo todo, originando a Crise do Petróleo. 
No momento da crise, os EUA importavam cerca de 6 milhões de barris de petróleo por dia, e, 64% deles eram provenientes da OPEP. Mesmo com as medidas de economia de combustível tomadas pelas próprias companhias aéreas, reduzindo o consumo em mais de um bilhão de galões por ano, o aumento abusivo dos preços do combustível para aviação saltaram de 12 ¢ para mais de US $ 1 por galão, inviabilizando o funcionamento das companhias já que o custo total anual de combustível aumentou em US $ 1 bilhão, ou o triplo dos ganhos das companhias aéreas, acarretando prejuízos. Antes de 1972, o combustível representava 25% dos custos operacionais diretos totais das transportadoras, mas durante a crise subiu para mais de 50%. 
Houve pressão política contra a NASA que, em fevereiro de 1975, para reduzir o consumo de combustível na aviação, iniciou o programa de Eficiência Energética de Aeronaves. O Propfan começou como uma investigação que fundia as melhores características do motor turbofan, e do motor turboélice. O conceito de Propfan da NASA na época, previa o uso de um grande ventilador externo, que movia grandes quantidades de ar e, portanto, um significativo aumento na taxa de desvio (bypass ratio, taxa de contorno ou razão de diluição). Porém, para aeronaves que atingiam velocidades de jatos, as pás das hélices do propfan teriam que atingir velocidade de ponta supersônica. Portanto, as hélices novas seriam bem diferentes das hélices convencionais já existentes, teriam que ser muito mais finas, mais fortes, e com melhores seções aerodinâmicas  para permitir uma rotação mais rápida. 

### Início das pesquisas
Inicialmente, a NASA trabalhou com Pratt & Whitney / Allison e com a Hamilton Standard, responsável no projeto pelo desenvolvimento das pás. Em 1981, Hamilton começou a projetar um conjunto de pás compostas de grande escala e rotação única. O projeto era direcionado à criação de um turboélice avançado (ATP). A NASA acreditava que um ATP poderia reduzir o consumo de combustível em até 30% em relação aos motores turbofan existentes, com desempenho comparável em velocidades de até Mach 0,8 e altitudes de até 9.150m.
Enquanto isso, desconhecida pela NASA até então, a GE estava desenvolvendo seu próprio design: um sistema contrarrotativo sem engrenagens. A NASA recebeu o projeto UDF da GE em 1983, enquanto os preparativos estavam em andamento para iniciar demonstrações em larga escala do conceito ATP da equipe da indústria da NASA, que combinava o motor propfan SR-7A da Hamilton Standard com um turbocompressor e caixa de engrenagens Allison e foi testado em 1986. O motor completo, juntamente com uma hélice de oito pás voou em um Gulfstream II modificado em 1987.
Em uma parceria da General Electric com a NASA, a UDF (a sigla UDF significa que o motor não tem duto de admissão) foi testada em solo em 1985-86 e demonstrou uma redução de 20% de combustível em relação ao motor turbofan. Após os dados apresentados, a GE fez parcerias com a Boeing Commercial Airplane Company, e posteriormente, com a McDonnell Dougias, expandindo a aplicação de seu motor.

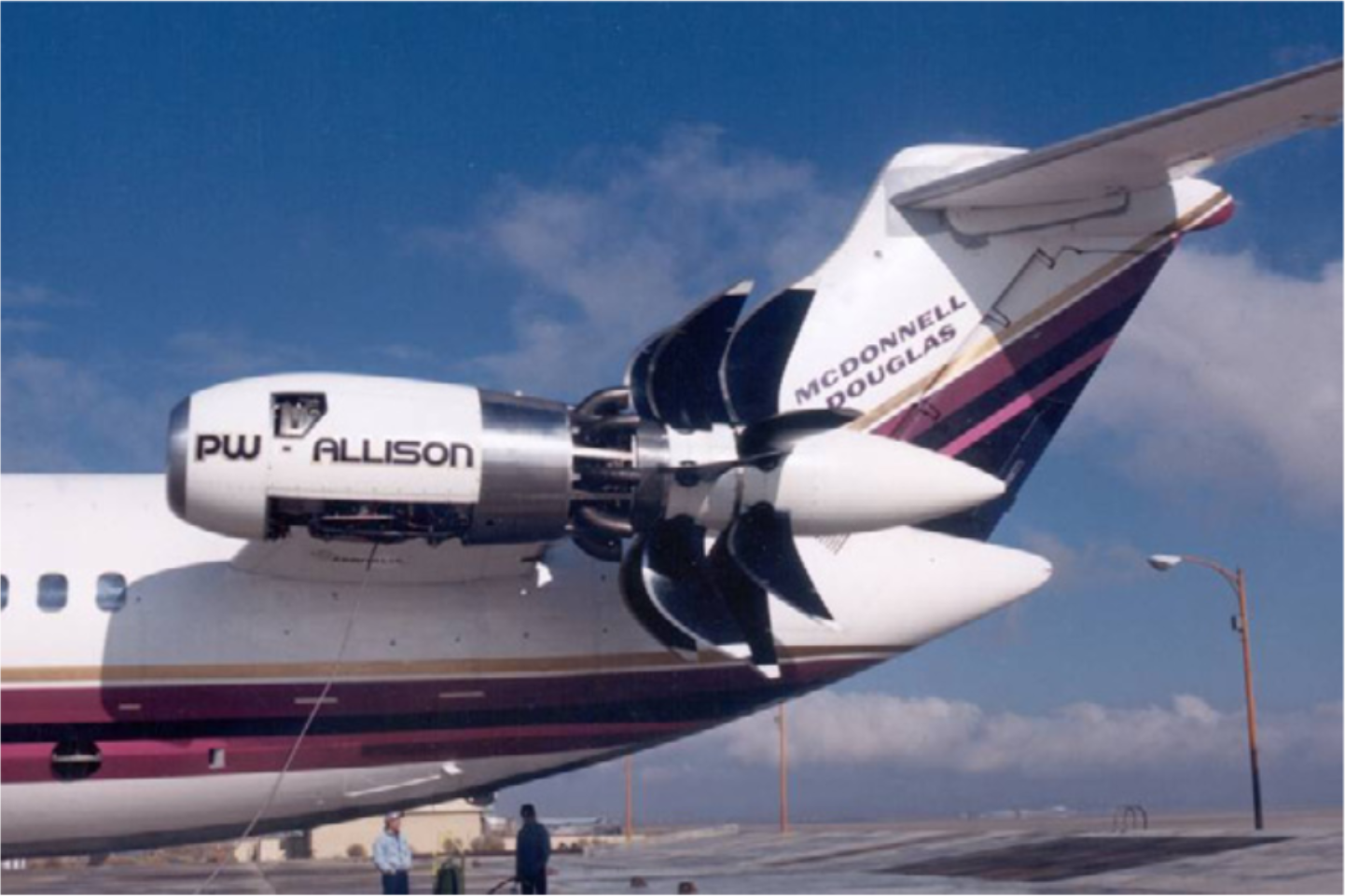
PW / Allison - 578

A General Electric (GE) voou com seu demonstrador em 1986 em um Boeing 727 e criou possíveis aplicações em futuros projetos da Boeing e McDonnell Douglas, incluindo o 7J7 e o MD-90. O motor de demonstração, também foi montado no mesmo MD-81 que posteriormente voaria com o motor P&W / Allison e voou em 1987. Os testes de vôo revelaram resultados importantes, incluindo questões importantes, como desempenho e comportamento acústico.
A GE declarou que a demonstração mostrou que "sem um duto acusticamente atenuado ao redor do ventilador, os níveis de ruído da comunidade e os níveis de ruído interno da cabine de uma configuração de ventilador assim não aceitável seriam aceitáveis e certificáveis". Estudos começaram, agora, com apoio da NASA para melhoria destas e outras questões pendentes no motor. 
A Allison Gas Turbine Division e a Pratt & Whitney Division da United Technologies também começaram vastas pesquisas para que o propfan fosse aplicado além de comercialmente, no meio militar. A equipe de desenvolvimento incluiu, além de Allison, dois outros membros do grupo industrial PTA da NASA: Hamilton Standard e Rohr Industries. A equipe construiu um mecanismo de demonstração conhecido como Modelo 578-DX, depois de testes em túnel de vento e bons resultados apresentados, a equipe assinou um contrato com McDonnell Douglas para testes de voo em um MD-80 modificado.  

### Desuso
As pesquisas continuaram, e junto a elas, o preço do petróleo diminuía, os preços não eram tão baixos como anteriormente a 1973, mas já não eram tão altos como haviam sido no início da crise petrolífera. Com a queda e tendência de normalização dos preços do petróleo, as companhias aéreas priorizaram o uso de turbofans e turbojatos, que já eram usados em grande escala e já tinham bons resultados de confiabilidade. 
Além das reduções de preço no combustível, seriam necessárias muitas pesquisas e muito investimento para que os propfans tivessem redução de ruído, já que a velocidade supersônica na ponta da lâmina aumenta muito a energia acústica propagada. Ainda, o propfan tinha limitações quanto à adaptação para diferentes tipos de avião já que ele funcionava melhor, até então, na parte traseira da fuselagem. 
Em 1989, McDonnell Douglas admitiu que estava estudando um motor turbofan (V2500), no lugar de uma opção UHB para o MD-90. A decisão, segundo a empresa, foi tomada após companhias aéreas mostrarem preocupações sobre os riscos da tecnologia com o UHB. Posteriormente à declaração, a McDonnel Douglas declarou o abandono do uso do motor propfan.

## Características, ciclo termodinâmico e componentes

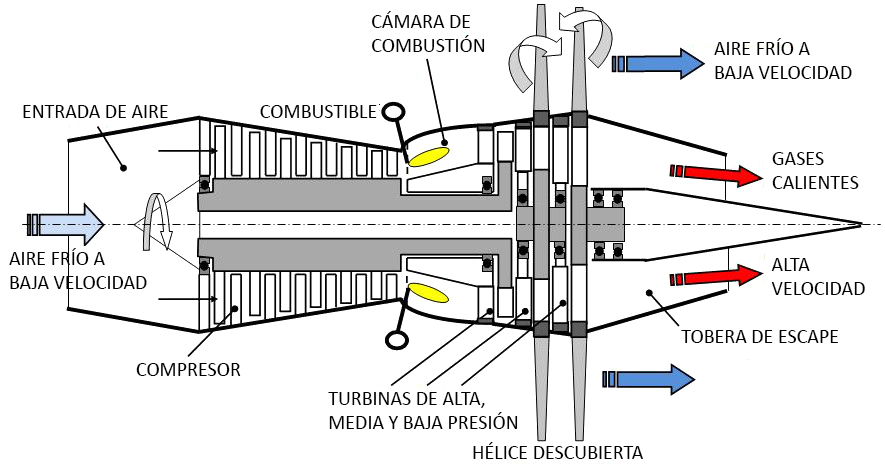
Diagrama Propfan

1. O ar frio escoa naturalmente para dentro do duto do motor;
2. O ar passa pelo compressor, onde é comprimido, aumentando a pressão dentro do duto;
3. O ar comprimido é pulverizado com combustível;
4. Uma faísca elétrica ignita a mistura;
5. Os gases originados a partir da queima farão o eixo central, que está acoplado nas duas hélices, se movimente e gire-as;
6. Observação: no próprio eixo existe um mecanismo que movimenta uma das hélices no sentido contrário;
7. Os gases saem através do bocal;
8. Os efeitos de ação e reação (Terceira Lei de Newton) juntamente com a rotação das hélices na parte externa trazem empuxo adicional, e, ambos os efeitos impulsionam a aeronave para frente.

O funcionamento do Propfan tem como ciclo termodinâmico o Ciclo Brayton e possuem componentes similares aos outros motores, como:

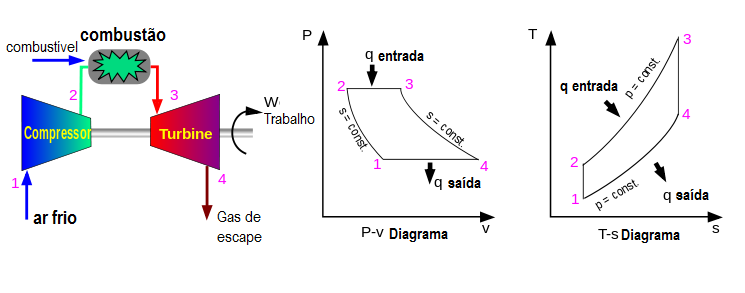
Ciclo Brayton

1. Duto de admissão de ar;
2. Compressores;
3. Câmara de combustão;
4. Turbinas;
5. Bocal.

## Comparativo de Performance
A principal diferença entre turbofans e propfans é a ausência da nacelle, que é a carcaça do motor que amortece o ruído do motor. Outra diferença são os dois ventiladores contrarrotativos do propfan, onde o turbofan tem apenas um ventilador. Esses dois estágios do ventilador no propfan são usados para para reduzir as perdas causadas pelas diferenças de pressão em torno das pontas de pás de hélice. Os dois ventiladores reduzem essas diferenças de pressão e aumentam a eficiência do cruzeiro em 8%. 
A remoção da nacelle traz uma redução de peso de 88% para o propfan conceito comparado aos motores turbofan. Mas a maior massa da hélice supera essa vantagem de peso. Nos turbofans, a nacelle está limitando a tamanho do ventilador e taxa de desvio do motor. A ausência da necelle nos prpopfans permite a instalação de ventiladores com o dobro do diâmetros comparados aos turbofans.    Um terço do peso do propfan vem das hélices, que fazem com que a massa final seja mais alta em comparação com turbofans com capacidades de empuxo semelhantes. 
O maior diferencial e o componente que mais chama atenção no propfan são as hélices contrarrotativas. As hélices contrarrotativas têm como principais vantagens: a diminuição da perda de compressibilidade do ar, diminuição de choque nos pás das hélices e maior ganho de propulsão devido ao formato aerodinâmico. Em uma hélice convencional, como no turboélice, o ar que entra se comporta de forma turbulenta após passar pela mesma, já nas hélices contrarrotativas, o ar que entra, tende à sair mais laminar que turbulento. 
A hélice é responsável por oferecer melhor impulso específico à aeronave se comparado aos motores a jato, porque necessitam de uma menor aceleração por uma maior massa de ar. 

## Situação atual
A Força Aérea Ucraniana (PSU), após um programa de testes que foi concluído em junho de 2014, resolveu introduzir a aeronave AN-70 na sua frota. O AN-70 é um projeto guiado pela Ucrânia, que anteriormente chegou a ser, financiado pela Rússia. A Rússia pretendia adquirir um número considerável de unidades da aeronave, mas houve embaraços nas relações entre os dois países. 
Atualmente, o motor Ivchenko Progress D-27 só pode ser fabricado pela empresa russa Aerosila, e não se sabe se a Ucrânia continuará investindo nessa aeronave, já que fez parceria com a Turquia para produzir o AN-188 utilizando o motor turbofan. 

## Aeronaves com propfans
- Antonov     An-70
- EcoJet     (em desenvolvimento)
- Yakovlev     Yak-46 (em desenvolvimento)
- Airbus     A30X (em desenvolvimento)
- Antonov     An-180 (cancelado)
- McDonnell     Douglas MD-94X (cancelado)

## Modelos de propfans
- General     Electric GE36 UDF
- Rolls     Royce RB3011
- Pratt     & Whitney/Allison 578-DX
- Progress     D-27